# Mario Benzing
Mario Benzing, född 7 december 1896 i Como, Italien, död 29 november 1958 i Milano, var en italiensk författare med tyskt påbrå.
Under mellankrigstiden författade Mario Benzing talrika romaner och biografier om historiska personligheter såsom Messalina, Kleopatra samt om den svenska drottningen Christina. 
Som översättare för tyska och engelska var han verksam för olika förlag, detta oftast under namnet Mario Benzi, ty de dåvarande lagen krävde en italienisering av utlänningarnas efternamn. Författarna vars arbeten han ägnade sig mest åt var Jack London, Joseph Conrad, Rudyard Kipling, Arthur Schnitzler, P.G. Wodehouse, Lewis Carroll, Ernst Theodor Amadeus Hoffmann, Edgar Allan Poe, Sigrid Undset, David Herbert Lawrence och Herbert George Wells.